# Patrick Konrad
Patrick Konrad, född 13 oktober 1991, är en österrikisk tävlingscyklist som tävlar för Bora–Hansgrohe.
Vid olympiska sommarspelen 2020 i Tokyo slutade Konrad på 18:e plats i linjeloppet och på 31:a plats i tempoloppet.